# Romance of the Three Kingdoms (sèrie de televisió)
Romance of the Three Kingdoms (xinès tradicional: 三国演义, xinès simplificat: 三国演义, pinyin: Sān Guó Yǎn Yì) és una sèrie de televisió del gènere del drama històric produïda per CCTV. Està basada en la novel·la de Luo Guanzhong el Romanç dels Tres Regnes, una de les Quatre Grans Novel·les Clàssiques. En té un total de 84 episodis, amb una duració aproximada de cadascú de 44 minuts.